# Alen Stevanović
Alen Stevanović (sinh ngày 7 tháng 1 năm 1991) là một cầu thủ bóng đá người Serbia.

## Đội tuyển bóng đá quốc gia Serbia
Alen Stevanović thi đấu cho đội tuyển bóng đá quốc gia Serbia từ năm 2012 đến 2013.

## Thống kê sự nghiệp
| Đội tuyển bóng đá Serbia | Đội tuyển bóng đá Serbia | Đội tuyển bóng đá Serbia |
| Năm                      | Trận                     | Bàn                      |
| ------------------------ | ------------------------ | ------------------------ |
| 2012                     | 1                        | 0                        |
| 2013                     | 2                        | 0                        |
| Tổng cộng                | 3                        | 0                        |